# Kyčelnice devítilistá
Kyčelnice devítilistá (Dentaria enneaphyllos, též uváděna jako Cardamine enneaphyllos nebo Dentaria enneaphylla) je 20–30 cm vysoká bylina z čeledi brukvovité. Má šupinatý oddenek, z kterého vyrůstá jednoduchá lodyha s trojčetným přeslenem, tříčetných listů. Je velmi důležitým ukazatelem lesního stanoviště, které poukazuje na bohatost minerálů, svěžest půdy a její kyprost a humóznost. Je významným nitrofilním druhem. Kvete světle žlutými květy v dubnu a květnu ještě před vlastním olistěním stromů, pod nimiž roste. Nejčastěji se vyskytuje v horských a podhorských bučinách. Slabá léčivka, proti průjmům a kašli.
V Podkrkonoší byla především v minulosti německými starousedlíky tato květina využívána k léčebným účelům. Její kořeny se pečlivě očistily a naložily na delší dobu do tvrdého alkoholu (vodka, žitná, výčepní lihovina). Tento nápoj se užíval v případech, kdy trpěl člověk žaludečními potížemi, zvracením, průjmy a zácpou. Její lidový název, používaný německou menšinou, především v oblasti Žacléřska (Rýchory) je „óstalokai“. Sběr oddenků byl v březnu až v dubnu (do první bouřky).[zdroj?]

## Ohrožení a ochrana
V Česku je v současnosti zařazena mezi ohrožené druhy. V lesích je navíc zakázáno vyrývat jakékoliv rostliny.